# Álvaro Raposo de França
Álvaro Raposo de França es un escultor portugués, nacido el año 1940 en Ponta Delgada, donde reside.

## Vida y obras

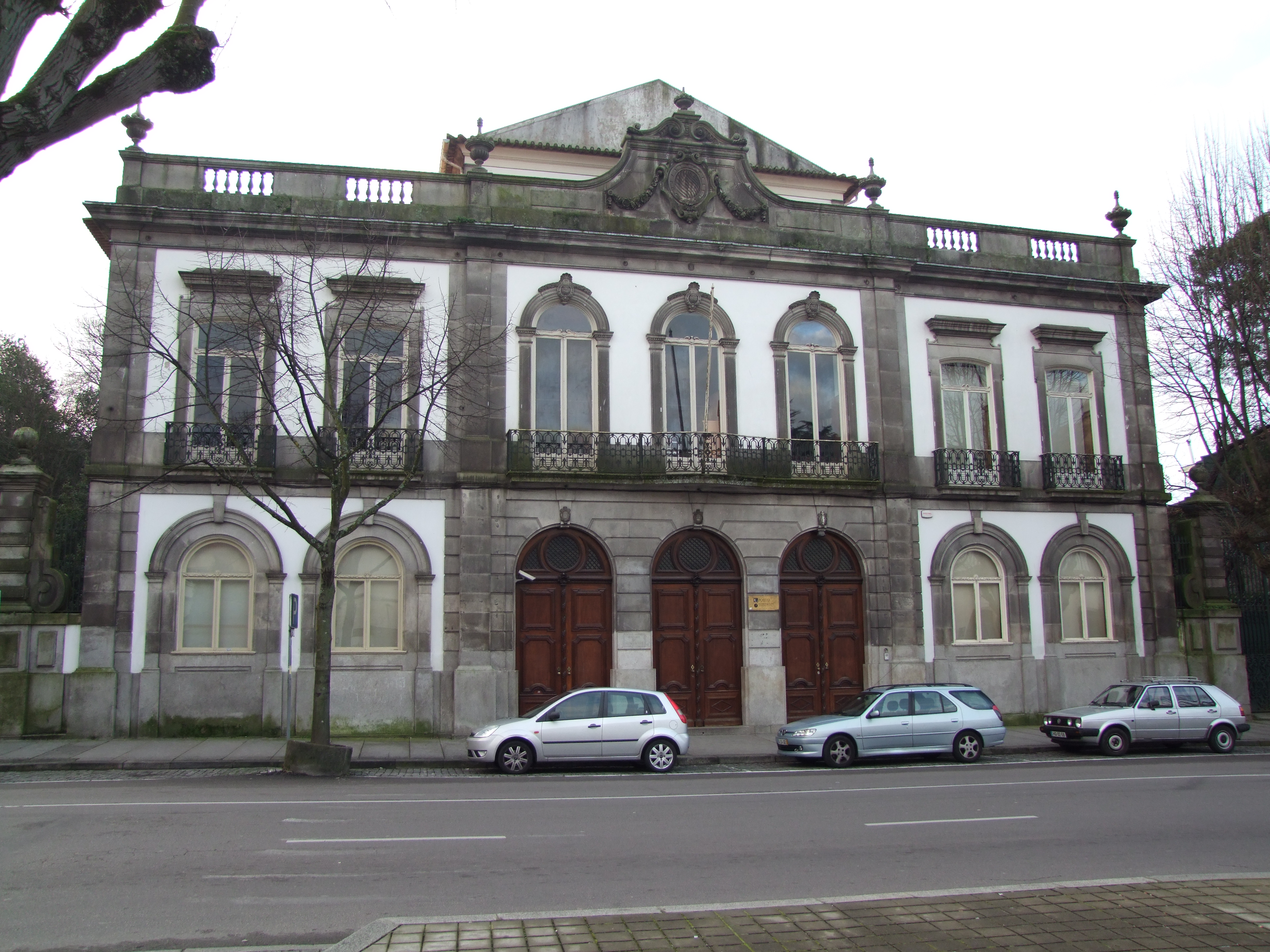
Fachada principal de la ESBA de Oporto, donde fue alumno.

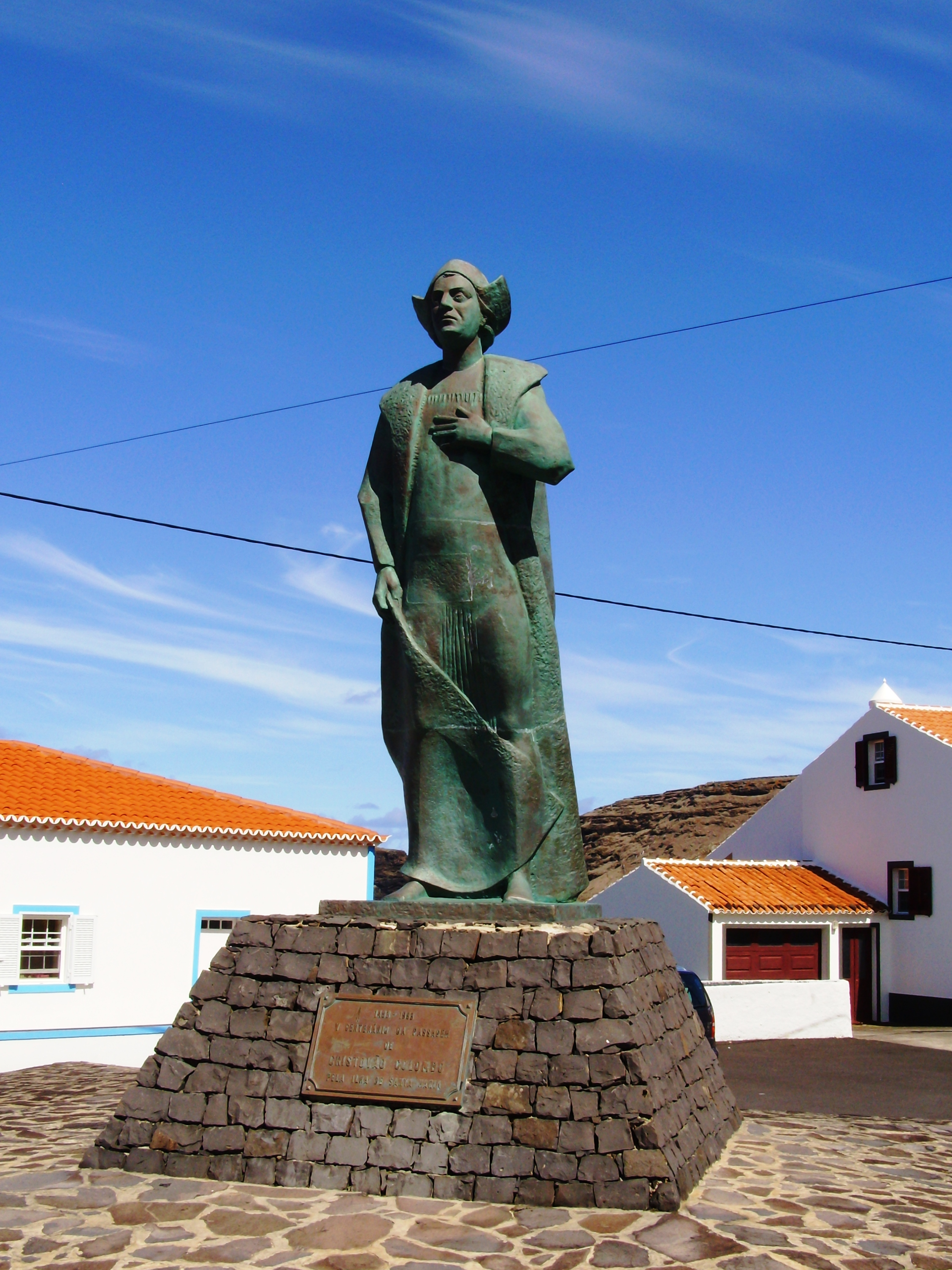
Cristóbal Colón en el lugar dos Anjos (lugar de los Ángeles), en la isla de Santa María

Hizo el Curso Complementario o especialidad de Escultura en la Escuela Superior de Bellas Artes de Oporto (ESBAP), que concluyó en 1965 . Participó en las grandes exposiciones (Exposições Magnas) de 1961, 1962, 1963, 1964 y 1965, así como en la IV Exposición Extra-escolar de los alumnos de la ESBAP.
Trabajó en el taller del maestro Barata Feyo de 1963 a 1965 .
Es autor de numerosas medallas y monumentos públicos, entre los que destacan la estatua de Cristóbal Colón en el lugar dos Anjos (lugar de los Ángeles), en la isla de Santa María ; del busto a Vitorino Nemésio en la ciudad de Playa de la Victoria, en la isla Terceira y del monumento a António de Oliveira en Vila de Nordeste en la isla de San Miguel de las Azores.

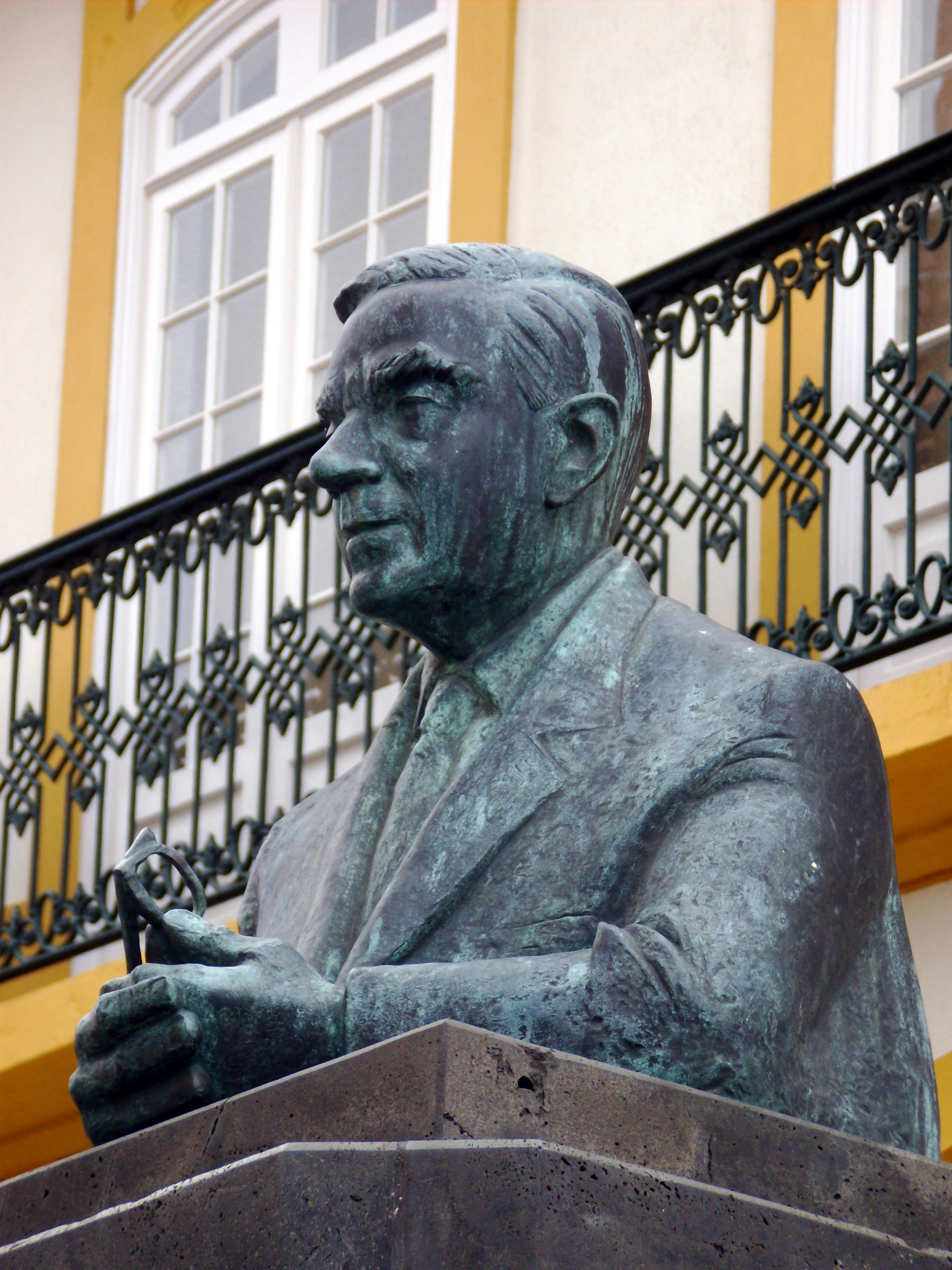
Busto de Vitorino Nemésio.

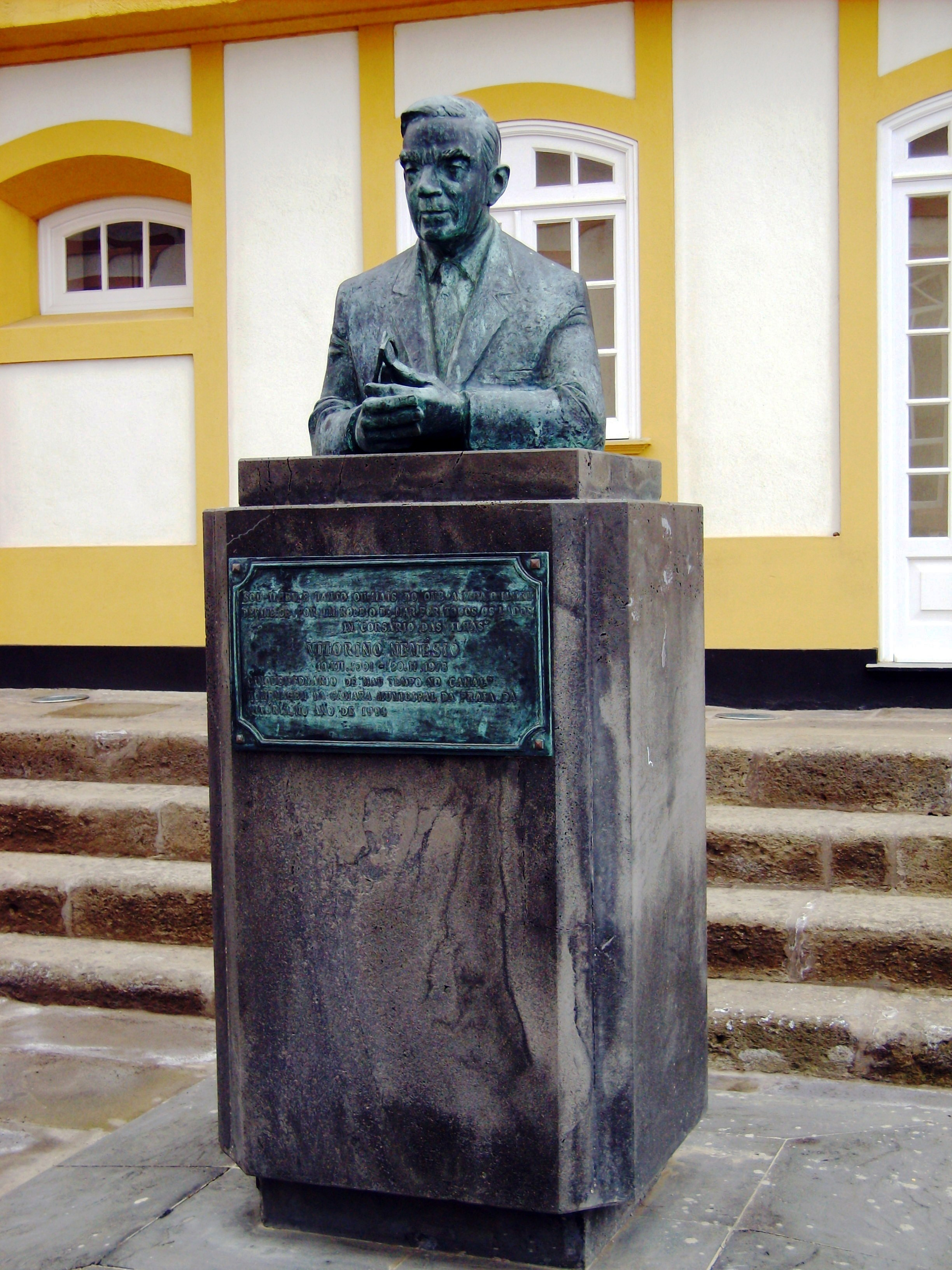
Busto de Vitorino Nemésio frente a su casa
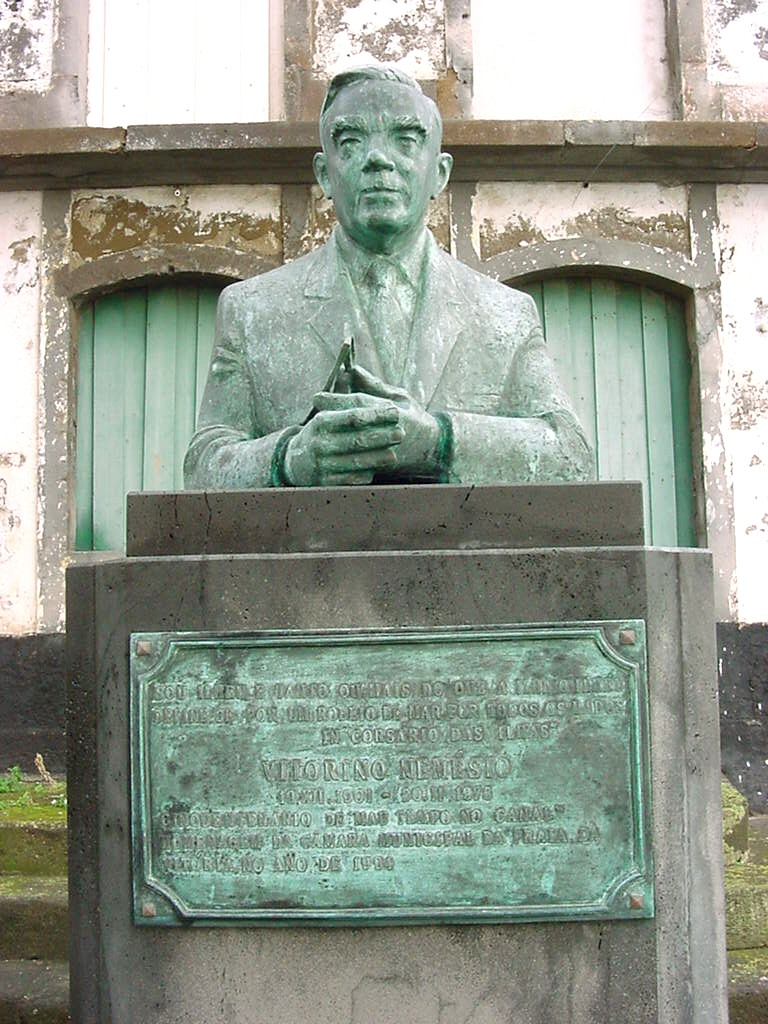
-en la ciudad de Playa de la Victoria
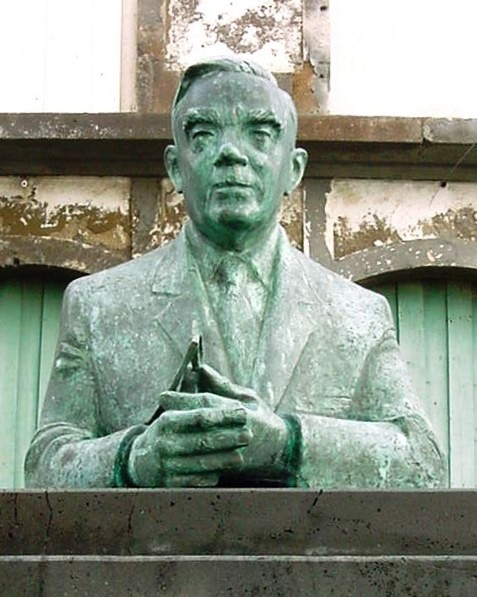
- en la isla Terceira